# Chloromethan
Chloromethan, còn được gọi với những cái tên khác là methyl chloride, Refrigerant-40, R-40 hoặc HCC 40, là một hợp chất hóa học của nhóm hợp chất hữu cơ được gọi là haloankan. Nó đã từng được sử dụng rộng rãi như một chất làm lạnh. Hợp chất này là một loại khí cực kỳ dễ cháy, có thể không mùi hoặc có mùi thơm nhẹ. Do quan ngại về độc tính, hợp chất này không còn tồn tại trong các sản phẩm tiêu dùng.
Chloromethan được các nhà hoá học người Pháp Jean-Baptiste Dumas và Eugene Peligot tổng hợp lần đầu tiên vào năm 1835 bằng cách đun sôi một hỗn hợp methanol, acid sulfuric và natri chloride. Phương pháp này tương tự như cách điều chế, tổng hợp hợp chất này ngày nay.

## Nguy hiểm
Hít phải khí chloromethan tạo ra các ảnh hưởng đối với hệ thần kinh trung ương, tương tự như khi bị ngộ độc thuốc. Tiếp xúc với hợp chất này có thể gây buồn ngủ, chóng mặt, hoặc lú lẫn và khó thở, đi bộ hoặc nói có thể xảy ra. Ở nồng độ cao hơn, có thể gây tê liệt, co giật và hôn mê.
Trong trường hợp nuốt phải, buồn nôn và nôn có thể xảy ra. Tiếp xúc với da, khi ở dạng chất lỏng làm lạnh, có thể dẫn đến tê cóng. Tiếp xúc với mắt có thể dẫn đến nhìn mờ, và những người ở độ tuổi vị thành niên có phản ứng chậm với những thay đổi về độ sáng.
Phơi nhiễm lâu dài chloromethan liên quan đến dị tật bẩm sinh ở chuột. Ở người, tiếp xúc với chloromethan trong thai kỳ có thể làm cho cột sống, xương chậu và chân dưới của thai nhi hình thành không chính xác, nhưng điều này vẫn chưa được chứng minh rõ ràng.